# Mosillus murorum
Mosillus murorum är en tvåvingeart som först beskrevs av Camillo Rondani 1856.  Mosillus murorum ingår i släktet Mosillus och familjen vattenflugor.
Artens utbredningsområde är Italien. Inga underarter finns listade i Catalogue of Life.